# WCNC-TV
WCNC-TV est une station de télévision américaine située à Charlotte (Caroline du Nord) affiliée au réseau NBC et appartenant à Tegna Inc.

## Télévision numérique terrestre
| Canal virtuel | Image | Aspect | Programmation                          |
| ------------- | ----- | ------ | -------------------------------------- |
| 36.1          | 1080i | 16:9   | Programmation principale WCNC-TV / NBC |
| 36.2          | 480i  | 16:9   | Justice Network (en)                   |
| 36.3          | 480i  | 16:9   | Court TV (en)                          |
| 36.4          | 480i  | 16:9   | Quest (en)                             |